# واشر رینر
واشر رینر (انگلیسی: Rainer Waser؛ زادهٔ ۱۶ سپتامبر ۱۹۵۵) شیمی‌فیزیک‌دان اهل آلمان و از استادان دانشگاه اروه‌ته‌ها آخن است. وی همچنین مدیر بخش مواد الکترونیکی در انستیتوی پیتر گرونبرگ است که در پردیس مرکز تحقیقات ژلیچ (Forschungszentrum Jülich) واقع شده است. تحقیق و تدریس او در مورد شیمی حالت جامد و نقص شیمی تا خواص الکترونیکی و مدل‌سازی، فناوری مواد جدید و خصوصیات فیزیکی اجزای ساختمانی است.

## زندگی
واشر در در نزدیکی فرانکفورت بزرگ شد. او شیمی فیزیک را در دانشگاه صنعتی دارشتاد تحصیل کرد و در سال ۱۹۷۹ مدرک دیپلم گرفت. سپس به دانشگاه ساوتهمپتون رفت تا در پژوهشگاه الکتروشیمی تحقیق کند. پس از آن به سمت دارشتاد بازگشت و به عنوان دستیار علمی کار کرد تا اینکه دکترای خود را تمام کرد.